# Сен Лорен ди Вар
Сен Лорен ди Вар (фр. Saint-Laurent-du-Var) град је у Француској, у департману Приморски Алпи.
По подацима из 1999. године број становника у месту је био 27.141.

## Демографија
| 1962. | 1968.  | 1975.  | 1982.  | 1990.  | 1999.  | 2011.  |
| ----- | ------ | ------ | ------ | ------ | ------ | ------ |
| 8.186 | 10.156 | 15.503 | 20.678 | 24.426 | 27.141 | 29.942 |

## Партнерски градови
- Шиофок
- Сен Лоран ди Марони
- Ландсберг ам Лех